# Schrödingerjeva mačka
Schrödingerjeva máčka [šrédingerjeva ~] nastopa v navidez paradoksalnem miselnem preskusu v kvantni mehaniki. Preskus je razdelal avstrijski fizik Erwin Schrödinger. Poskuša ponazoriti nepopolnost zgodnje interpretacije kvantne mehanike pri prehodu od podatomskih sistemov v makroskopske. 
V zapečateni škatli naj sedi mačka. S škatlo je povezana naprava, ki vsebuje radioaktivna atomska jedra in posodo s strupenim plinom. Na napravo mačka ne more vplivati. Preskus je pripravljen, ko je natančno 50 % možnosti, da v eni uri razpade jedro. Če jedro razpade, bo oddalo delec, ki sproži napravo in ta odpre posodo, tako da plin mačko ubije. Če jedro ne razpade, mačka preživi. Kvantnomehansko gledano neopazovani delec predstavlja superpozijo (obstaja sočasno) »razpadlega« in »nerazpadlega jedra«. Ko opazovalec odpre posodo, vidi le »razpadlo jedro/mrtvo mačko« ali »nerazpadlo jedro/živo mačko«. Vprašanje se glasi: kdaj sistem preneha obstajati kot mešanica obeh stanj in postane eno ali drugo?